# بلفورت اینسترومنت
بلفورت اینسترومنت(به انگلیسی: Belfort Instrument Company) شرکتی است که ابزار و تجهیزات هواشناسی می‌سازد. این شرکت همچنین تولید کنندهٔ سیستم هواشناسی خودکار DigiWx است که در فرودگاه‌های متعددی نصب گردیده است. از جمله محصولات معروف این شرکت باران‌سنج فیشر و پورتر می‌باشد.